# ABC 제도

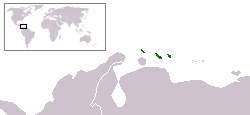
ABC 제도의 위치. 서쪽부터 아루바, 퀴라소, 보네르이다.

ABC 제도(네덜란드어: ABC-eilanden)는 베네수엘라 근해 카리브해에 위치한 네덜란드령의 3개의 섬인 아루바(Aruba), 보네르섬(Bonaire), 퀴라소(Curaçao)의 총칭으로, 각각의 맨 앞 글자에서 따왔다. 네덜란드령의 리워드앤틸리스 제도이다.

## 같이 보기
- 카리브 네덜란드
- SSS 제도